# Enzo Trombetta
Enzo Trombetta (Roma, 16 dicembre 1958) è un allenatore di calcio a 5 italiano.

## Carriera
Dopo aver guidato per anni la sezione di calcio a 5 della Tevere Remo, storico circolo romano, è stato nominato primo commissario tecnico della nazionale maschile di calcio a 5 dell'Italia. Trombetta è stato in carica dal 10 novembre 1984 al 12 gennaio 1989, totalizzando 37 presenze ufficiali (16 successi, quattro pareggi e 17 sconfitte, con 87 gol fatti e altrettanti subiti).